# Ајдовшчина
Ајдовшчина (словен. Ajdovščina) је град и управно средиште истоимене општине Ајдовшчина, која припада Горишкој регији у Републици Словенији.

## Природне одлике
Рељеф: Ајдовшчина је удаљена 50 км од Јадранског мора. Град се налази у средњем делу долине Випаве. Изнад града издиже се планина Трновски Гозд.
Клима: Клима је измењено средоземна - минимална температура зими је -1 °C, максимум -17 °C; лети максимална 39 °C, минимална 20 °C.
Воде: Најважнија река је Випава, која протиче непосредно јужно од града. река Поред ње кроз град тече и речица Хубељ, која дели Ајдовшчину на два дела, позната као Штурје и Ајдовшчина.

## Историја
Прва насеља Ајдовшчине датирају од године 2000. али је град боље познат од око 200. п. н. е. као Mansio Fluvio Frigido, у преводу мали гарнизон Римске републике, касније око 200. н. е. познатији као Castra или Castrum at Fluvio Frigido чији су остаци још видљиви.
Ајдовшчина и њена околина су били важна и трговачка станица, и око ње, односно у Випавској долини су се водиле важне битке, као што је то био године 394. године случај с Битком на Фригиду. Локалне приче говоре да је Теодосије Први користио буру, снажни северни ветар који дува у области у своју корист како би спречио непријатељске стрелце да користе своје оружје.
Река Хубељ дели Ајдовшчину била јр пре Првог светског рата граница између две словеначке регије Горишке и Крањске.
За време НОБ 5. маја 1945. у Ајдовшчини је основана прва народна влада Словеније. Од завршетка Другог светског рата до мировноог уговора с Италијом 15. септембра 1947, Ајдовшчина је била средиште Зоне Б Слободне Територије Трста.

## Привреда
У граду постоји текстилна, прехрамбена и индустрија намјештаја.

## Становништво
Приликом пописа становништва 2011. године Ајдовшчина је имала 6.656 становника.
| Број становника по пописима | Број становника по пописима | Број становника по пописима |
| --------------------------- | --------------------------- | --------------------------- |
| 1991                        | 2002                        | 2011                        |
| 6.116                       | 6.373                       | 6.656                       |

Напомена: Године 1953. је повећано за насеља Градишче и Штурје, која су укинута. У 2002. повећано са део насеља Гривче. У 2009. извршена је мања размјера теритотија између насеља Ајдовшчина и Гривче.

## Занимљивости
Без обзира на то што је граница с Италијом удаљена мање од 20 км, архитектонски стил не показује никаквих италијанских утицаја. Неки то тумаче последицом италијанске окупације у Другом светском рату, док други то тумаче снажном буром која је утицала да становници Ајдовшчине користе камење на крововима кућа, у складу с краском архитектуром.